# 왕수인

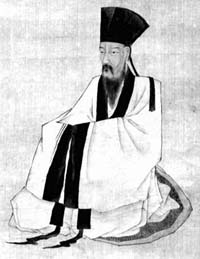
양명 왕수인

왕수인(王守仁, 성화(成化) 8년(1472년) 10월 31일 ~ 가정(嘉靖) 7년(1529년) 1월 9일)은 중국 명나라의 정치인·교육자·사상가이다. 양명학의 창시자, 심학(心學)의 대성자로 꼽힌다. 절강성(浙江省) 여요현(余姚縣) 출신이다. 호(號)는 양명(陽明), 자(字)는 백안(伯安)이다.

## 배경
연보(年譜)에 따르면, 양명의 조상은 산동(山東) 낭야(琅琊) 출신 진(晉)나라 광록대부(光祿大夫) 왕람(王覽)이라는 사람이었다. 왕람은 남쪽으로 이주해서 회계(會稽) 산음(山陰)에서 살았다.
유명한 서예가 왕희지(王羲之)는 왕람의 증손자이다.
그 후 23대 왕수(王壽)가 거처를 여요(余姚)로 옮겼으며 6대조 왕강(王綱)은 광동참의(廣東參議)가 되어 묘족(苗族)의 난에서 죽었다.
고조부 왕여준은 『예기(禮記)』와 『역경(易經)』을 자세히 연구했으며 조부 왕윤 역시 『죽헌고』와 『강호잡고』를 간행했다.
부친 왕화(王華)는 자가 덕휘이고 용산공(龍山公)이라 불렸다. 성화(成化) 17년(1481) 진사(進士)에 장원(壯元) 급제하였고, 훗날 남경이부상서(南京吏部尙書)에까지 이르렀다. 왕화의 조상들은 벼슬자리에 나가고 물러나서는 학문이나 문예를 즐기기도 하면서 지방의 유명한 유지로 생애를 보냈다. 왕화는 조상들이 살았던 산음의 빼어난 경치를 사모하여 다시 회계로 이사했다.
왕수인은 10살 이후 이곳을 집안의 고향으로 삼았다. 양명의 호는 이전에 왕화가 집을 증축한 적이 있는 회계의 동남쪽 20여 리에 있는 양명동(陽明洞)의 지명을 따서 지은 것이다.
왕양명이 태어난 시기는 명(明) 건국 이후 100여 년이 지난 8대 헌종(憲宗) 성화제(成化帝) 즉위 8년차인 1472년이었다. 당시에 밖으로는 오이라트(Oirat, 瓦剌), 타타르(Tatar, 韃靼), 투르판(Turfan, 吐蕃), 묘족(苗族) 등의 주변 이민족의 침입이 잦았고, 안으로는 각지의 도적들이 폭동을 일으켰다. 또한 환관들이 조정에서 전횡과 부정부패를 일삼았다.
학문과 사상도 남송(南宋) 이후 원(元)과 명을 지나며 관학(官學)으로서의 지배적 지위를 차지했던 주자학(朱子學)이 교조화되었다. 특히 명 초기에 『사서대전(四書大全)』과 『오경대전(五經大全)』이 편찬되었고, 과거 시험 시제도 여기에서 출제되면서 학문과 사상은 고착화되었다. 대다수 학자들은 경전의 글자를 해석하는 훈고(訓詁)나 문장과 시가에 주력하였다. 명대에는 설경헌, 호경재, 나흠순(羅欽順)과 같은 걸출한 주자학자도 배출되었지만 전반적으로 위축과 침체를 보였다.

## 31세까지
왕양명의 일생은 대략 다섯 시기로 나누어 볼 수 있다. 일본 학자 곤도 야스노부(近藤康信)에 따르면, 첫째, 15~16세까지의 유년 만학 시기, 둘째, 31세까지의 회의와 혼미의 시기, 셋째, 이후 38세까지 작은 깨달음의 자립 시기, 넷째, 38세에서 50세 전까지 개오하여 활약하던 시기, 다섯째, 이후 56세까지 대오하여 완성한 시기다.
이 해석은 종래에 『명유학안(明儒學案)』의 견해에 따라 채인후(蔡人厚)가 정리한 이질적인 세 번의 변화가 있다. 첫째는 사장에서, 둘째는 불교와 노장사상-에 드나들다가, 셋째는 귀주(貴州) 용장(龍場)에서 도를 깨우치는 과정과, 동질적인 발전과 완성으로서 세 번의 변화가 있다. 즉 첫째는 묵좌징심(默坐澄心), 둘째는 치양지(致良知), 셋째는 원숙화경(圓熟化境)을 거친 생애로 구분하는 것과는 다르다. 왕양명이 용장에서 도를 깨우치기까지의 다섯 번의 변화를 그의 친구인 감천(甘泉) 담약수(湛若水)는 다음과 같이 적었다. "첫째는 임협(任俠)을 익히는 데 빠졌고, 둘째는 기사(騎射)를, 셋째는 사장(詞章)을, 넷째는 신선(神仙)을 익히는 데 빠졌고, 다섯째는 불교에 빠졌다" 이처럼 다양한 분야에 관심을 두었던 양명의 사상은 결국 자신의 "치양지"의 가르침으로 성숙하게 됐다.
연보에 의하면, 양명은 어렸을 때 가정에서 조부에게 가르침을 받았는데, 양명은 5살 때까지 말을 하지 못했다고 한다. 11살 때 아버지를 따라 북경(北京)으로 향할 때 금산사를 지나가다가 호기어린 시부를 지었는데, 그 지혜가 타인을 놀라게 했다. 이후에는 주로 숙사에게 배웠다고 한다. 양명은 소년 시절부터 자신만의 눈으로 사물을 보는 비판정신이 있었고 독창력이 있었다.
그런 독창적인 정신을 보여주는 일화가 전해지고 있다. 어느날 12살 때 숙사가 말했는데, "우리가 책을 공부하는 것은 과거에 급제하려는 것이고 이게 으뜸의 일"이라고 말했다. 이에 대해 양명은 "첫째의 일은 책을 공부해 성인(聖人)이 되는 일"이라 답했다고 한다. 13살 때는 어머니가 북경에서 병으로 죽자 상을 치르는 동안 왕수인이 통곡하고 눈물 흘리는 모습이 너무 애처로웠다고 전한다.
양명은 17살 때 부인 제씨(諸氏)를 남창(南昌)에서 맞이했지만 결혼한 당일, 집을 나가 우연히 근처 산중에서 도사(道士)와 양생설을 논하다가 집에 돌아가는 것도 잊고 앉은 채로 밤 새우기도 하고 상식적인 규범을 벗어난 행동을 했다. 다음날 새벽에 사람들이 찾아내어 집으로 돌아갔다. 다음해 봄, 신부와 고향으로 돌아와서 변한 태도로 독서와 공부 등 수양하는 일에 열중했다고 한다.
양명은 배를 타고 돌아오던 중에 강서(江西) 광신에서 주자학자인 누량(婁諒, 1422~1491)을 만났다. 누량은 왕수인에게 송대 유학자의 격물(格物) 학설을 얘기하고, 이렇게 알려 주었다. "반드시 공부해서 성인에 도달할 수 있다" 21세 때는 향시(鄕試, 본적 성省에서 보는 시험)에 합격했으나 회시(會試, 향시 합격 후 북경에 올라가서 보는 시험)에는 낙제했다. 그때 북경에서 아버지를 모시고 주자의 책을 구해서 공부했다.
나무 한 그루, 풀 한 포기에도 그것 나름의 '이치(理)'가 있다는 주자의 말에 대해 왕수인은 그 이치를 끝까지 캐묻는 것이 격물궁리(格物窮理)라는 말을 듣고 관서에 있는 대나무를 바라보며 격물을 했다. 7일 동안 이 일을 지속하다가 병이 들어서 그만 두었다고 한다. 이것이 주자학을 불신하고 환멸감을 느낀 원인이 되었다.
그런 일이 벌어진 후에 양명은 어귀나 문장을 암기하는 사장(문장과 시가)의 학문에 집중하기도 했고, 불교와 노장-노자와 장자-에 빠지기도 했다. 26세 때 북경에 갔는데, 변경 문제로 인해 시끄러운 시기였기에 무예와 병법학에 열중하기도 했다.
그 다음해가 되자, 이제까지 없었던 격한 불안감과 동요가 양명을 엄습했다. 오랫동안 노력해 왔던 시문의 도-時文(시문)의 道(도)-는 남자로서 일생을 바쳐 해야 하는 일인가? 무엇이 참된 학문인가? 어떻게 그런 것을 구할 것인가? 나는 성현(성인과 현인)의 자질이 있는가? 이런 부류 의문이었다. 이런 의문에 시달린 후에는 유학을 버리고 산속으로 가서 도가의 양생설을 익히는 지경에 이르렀다.
그 원인을 사색의 결과로 단순히 보는 것이 종래의 주장이었지만, 아마도 회시 불합격과 건강 문제에 관계돼 있다고 곤도 야스노부가 주장했다. 그러는 사이에 왕수인은 다시 시험에 정진하여, 홍치(弘治) 12년(1499) 28세에 회시(會試)에 합격하였고, 이윽고 전시(殿試)에도 합격하여 진사가 되었다. 처음에는 공부(工部)에서 관정(觀政, 연수)을 하였고, 다음 해에는 형부(刑部) 운남청리사(雲南淸吏司) 주사(主事)를 제수받았다. 홍치 14년(1501) 30세에는 강북(江北)에서 형벌을 받은 죄수를 심의, 기록하는 공을 세우기도 했다. 그러나 그 사이에도 승방을 방문하기도 하고, 도사에게 도를 묻기도 했다.
31세에는 병을 이유로 관직을 그만두고 귀향하여 양명동에 집을 짓고 도가의 도인술을 수련하였다. 관리 생활이 기대에 미치지 못한 것, 동료가 도를 추구하는 뜻이 없고 시문-시가와 문장-의 재주를 다투고 있는 것을 보고 분노했던 적도 있었지만, 아마도 회의와 분노에서 아직 벗어나지 못했던 것은 건강 문제가 주요 원인이었을 것이다. 세속을 떠나 가족과 떨어져서 양명동에서 독거하던 중 한 번의 깨달음이 찾아온다.
부모님을 그리워하는 생각이 인간 본래의 마음인데, 성인의 가르침은 그 인정(人情)의 자연에 따르지만, 도교나 불교는 그 자연스런 정감을 무리하게 끊고 다만 정신을 갖고 노는 데 있다고 생각한 것이다. 여기서 양명은 다년간 가까이 했던 도교와 불교를 결단하고 떠나서 유학에 복귀했다. 20년 동안 계속됐던 그의 회의와 방황의 시대도 양명동에서의 깨달음을 통해 종지부를 찍었다. 이로써 커다란 하나의 전기를 맞이한다.

## 50세까지
도교와 불교의 허망함을 깨닫고 정신이 안정된 양명은 다음해에 항주(杭州)의 서호(西湖)에서 요양하며 가끔 주변의 남병과 호포의 여러 사찰에 놀러가기도 했다. 건강을 회복하고 나서, 관직 복귀를 결정하고 33세에 북경으로 돌아갔다. 다음해에는 동지를 모아놓고 성학(聖學)을 강의했다. 유가의 본래 취지를 깨달은 양명의 열정은 회의의 시기가 길었을 뿐, 일시에 들끓어 비약했다. 왕수인이 급히 유가의 이상을 설명했던 것도 많은 독서인들에게는 특이함을 세워 이름을 좋아하는 것으로 보였는지 모른다. 다만 그 당시에 일찍이 양명을 이해하며 일생동안 충언을 해주었던 선배 담약수를 얻은 것은 양명에게 행복이었다. 담약수는 백사(白沙) 진헌장(陳獻章)에게 배운 고결한 선비로서 약수의 학문은 '자득(自得)'을 근본 취지로 해서 선학으로 평가받기도 했다. 그러나 유가의 이상을 잊은 사람은 아니었다.
양명은 다음과 같이 술회했다. "만년에 감천선생을 만난 이후 나의 뜻이 더욱 확고해졌다" 당시에 양명은 유학의 본래 취지에 근본을 두고 학문은 성인이 되려고 하는 것이라고 주장하는 정도였다. 아직 독창적인 사상은 없었다. 양명학의 출현에는 이 시기를 토대로 한 더 큰 비약이 필요했다.
귀주(貴州) 용장(龍場)에 유배된 일은 양명이 독창적인 사상을 품게 된 단초가 되었다. 용장으로의 귀양은 당시 간신배에 대한 반감과 부패한 정치에 대한 양명의 정의심 으로 초래되었다. 왕양명의 영향을 크게 받은 중국의 위대한 사상가 이탁오(李卓吾)는 간신배들과 정면충돌한다.
35세 때, 새로 즉위한 무종(武宗) 정덕제(正德帝)에게 언관(言官) 대선(戴銑)과 박언휘(薄彦徽)는 수년간 권력을 맘대로 휘두른 환관 유근(劉瑾)을 경계할 것을 상주하였다. 이때 왕수인은 이 두 사람을 옹호했다. 그러나 천자의 뜻에 거역했다는 명목으로 두 사람은 감옥에 감금됐다. 왕수인은 두 사람의 석방을 탄원했지만 오히려 장형 40대를 받고 죽을 지경에까지 이르렀으나 회복하였고, 다시 용장역승(龍場驛丞)에 임명됐다.
양명이 용장에 도착한 것은 다음해 봄, 37세 때였다. 그때까지 약 1년간 출발을 망설이며 고향에 있었다. 그때 자객의 위협을 피해 바다로 도망쳤다가 복건(福建)까지 표류했다. 양명은 돌아오던 길에 성경의 산사에서 철주궁에서, 예부터 알고 지내던 스님의 권유에 따라 임지로 가겠다고 결심했다. 그때의 심경을 시로 표현했다.
```
"험난하고 평이한 것은 원래 가슴에 걸리지 않는다네
떠도는 구름이 텅 빈 하늘을 지나는 것과 무엇이 다르랴?
밤이 고요하니 바다의 파도가 삼 만 리구나. 달이 밝으니 비석이 천풍을 내리네" 
```

용장은 귀주 서북 지역에 위치하여 겹겹이 산에 둘러 싸여 있는 변방이었다. 주민은 굴속에서 사는 만족(蠻族) 아니면 유배되어 온 한족이었다. 기후는 불순하고 벌레와 뱀이 우글거렸다. 게다가 역승이라는 관직명만 있었을 뿐 거처할 관사도 없었으며, 대화 나눌 친구도 없고 공부할 책도 없는 완전한 귀양살이였다. 그런 어쩔 수 없는 고달프고 적막한 변두리에서 생활하며 왕수인은 사색을 거듭했다.
이러한 사색을 통해 왕수인은 참으로 의지할 수 있는 것은 한 몸의 주체인 자신의 '마음(心)'이라는 사실을 깨달았다. 마음이야말로 모든 일과 이치의 근원이었다. 마음은 모든 사람한테 있는 것이다. "성인의 도는 나의 본성에 이미 넉넉한데, 예전에 외부 사물에서 이치를 구한 시도는 잘못이었다" 양명은 이렇게 깨달았다. 그 후에는 다년간의 의문이 잇달아 풀리기 시작했다.
그것은 격물치지(格物致知)에 대한 주자의 학설은 이치와 마음을 둘로 나누는 잘못을 범했으므로 "심즉리(心卽理)"라고 수정을 해야 했다. 앎(知)과 실천(行)은 원래 분리할 수 없는 것이므로 지행합일(知行合一)일 수 밖에 없다는 것이다. 후자는 구체적 체험에 기반한 지식으로 도달을 하지 않으면 천애(天涯)의 고객(孤客)에게 도움이 되지 않는다는 것을 통감한 것이다. 양명이 그렇게 후련하게 깨달았기 때문에 몸과 마음에 활력이 생겼다.
그래서 3년의 객지 생활을 인내할 수 있었고, 그런 생활을 즐거운 것으로 받아들이기도 했다. 무지한 오랑캐조차도 양명한테 가서 서원(書院)을 건설하는 일에 협력하기도 했다. 가르침까지 받았다. 양명의 이름이 인근에 퍼져서 귀주 제학부사(提學副使, 지방 학사를 관리하는 관리) 석서[席書]가 내방해서 학문을 묻고 새롭게 귀양서원(貴陽書院)을 수리해서 왕수인을 학장으로 맞이했다.
이후 왕수인을 질투하고 견제하고 박해하던 유근이 죽자, 왕수인은 강서(江西) 여릉(廬陵) 지현(知縣)으로 임명되었다. 이후 약 10년 동안 양명은 관리로 일하면서 순탄한 길을 걸었다.
양명은 남경, 북경, 회계, 제주, 남창, 장주 등 각지로 전임되고 승진했다. 이 시기는 양명이 일생에서 가장 활발하게 활약했던 시절이다. 특히 45세부터 3년 동안 강서, 복건의 각지에서 설치던 무장도둑 무리를 토벌하고, 남창에서도 맹위를 떨쳤다. 유능한 병법가로서 군사업무를 처리하였다. 또한 명나라에 반기를 들었던 영왕(寧王) 주신호(朱宸濠) 평정 업무에 힘썼다. 그러나 군사, 정치에 나타난 공적보다 더 중요한 것이 있다. 군사 업무 때문에 매우 나쁜 상황에서도, 공부하는 일과 몸과 마음을 수양하는 일을 게을리 하지 않았다.
양명은 그 사이에 "사상마련"(일이 있는 현장에서도 공부하고, 수양하는 일)을 강의하고, 천리를 간직하고 인욕[人欲]을 제거하라고 주장했다. 양명은 말했다. "도문학[道問學]은 존덕성[尊德性]의 공부이다. 박문[博文]은 약례[約禮]의 공부이다" 양명이 주장한 학설의 정점에 있는 치양지설도 그러한 과정 속에서 무르익어 갔다. 추측컨대 교육자로서 발휘한 양명의 성과가 좋았던 이유는 양명의 학설과 태도와 성격이 주체적이었고 그 자유분방한 매력 때문이었을 것이다. 또한 사제 관계를 그리 따지지 않고 함께 공부하고 즐기는 자유분방한 분위기가 가득찬 학풍이 있었기 때문이었을 것이다.
"대개 양명선생이 동지[同志]를 점화시키는 것은 많은 경우에 산에 오르고 물에서 노니는 사이에 얻게 되었다" 이렇게 전한다. 스승과 제자가 서로 어울려 자유분방하게 놀고, 야외에서 잔치를 베푼 적이 자주 있었다. 심지어 환성이 울려 퍼지기도 했다고 전한다. 이러한 왕양명 교단의 특이한 분위기는 엄숙함을 위주로 하는 일반적인 주자학의 관점에서 보면 그 자체가 이단의 학문으로 취급되기에 충분했다.
영왕 신호의 난리를 평정한 양명의 공훈을 시기질투한 환관 허충[許忠], 이태[李泰]의 모함으로 도리어 한때 양명이 위협받기도 했다. '무능'을 '유능'으로 둔갑시키는 사회의 암덩어리같은 간신배들의 음모에 대한 양명의 고뇌는 군사 업무보다 몇 배나 힘들었다고 전한다.
그러나 무종이 죽고 세종이 즉위하자 형세가 완전히 변해서 양명의 공훈이 재평가 되었다. 사회의 암덩어리를 처리하고 양명을 후원해줄 통치자가 생긴 것이다. 정덕제가 사망하고 가정제가 즉위한 1521년 음력 11월 9일, 양명은 신건백[新建伯]에 봉해지고, 남경병부상서[南京兵部尙書]를 겸하게 되었다. 양명의 이 때 나이는 50세였고 가장 괜찮은 시기였다. 그 이듬해에 사태가 또 변해서 양명의 아버지는 죽고, 양명의 공훈을 시기질투하던 간신배 무리들, 사회의 암덩어리들 때문에 다시 왕양명의 신변이 위태로워진다.
부하 장졸에 대한 논공행상을 중지한 것, 이설(異說)(사실은 독창적인 사상)을 주장하고 정설(正說)을 방해한 것, 과거에 응시했던 제자가 고의로 낙제했다는 이런 몇 가지 모함에서 비롯 되었다. 이 사회의 암덩어리(간신배)들은 "발가락에 낀 때만도 못한 사상"을 "정설"로 둔갑시키는 종족들이었다.
암기를 아주 열심히 해서, 독창성이라고는 전혀 없는 '바퀴벌레보다 더 사회에 해를 끼치는'(사실상 그랬다) 간신배들의 지칠 줄 모르는 이러한 음모 때문에 왕양명은 분명히 고생했을 것이다. 이런 일이 있어서 상기[喪期](장례를 치르는 기간)를 지난 뒤에도 복직하라는 명이 없었다. 이후 56세까지 6년이라는 세월 동안 고향에서 아무 임무도 없이 지냈다. 이처럼 강력한 '사회적 벌레'(사실상 바퀴벌레보다 나쁜 짓을 많이했다)들한테 왕양명은 당한 것이다.

## 만년
그러나 양명은 뜻밖에도 여유롭게 학문을 강의하고 제자를 양성하는 기회를 얻었다. 공식적인 것은 아니었지만, 각지에서 구름처럼 밀려든 제자들이 숙소에 넘치고 강의소에 가득차서 전성기에 이르렀다. 왕양명의 입장에서는 학자, 교육자로서는 오히려 좋은 시기였다.
그 사이에 양명은 양지[良知]의 학설을 수립했는데, 인간의 양지는 시비, 선악을 판단하는 주체이므로 천인일리[天人一理] 만물일체의 관념에 근본을 두고 활발하게 천도에 통하는 것이 되었다. 강학에 몰두해서 여념이 없던 양명을 다시 세상사에 빠트리고 비참한 운명으로 이끌은 것은 56세가 되던 5월에 광서(廣西)의 도적을 토벌하라는 명령이었다. 그보다 앞서 광서의 사은(思恩)과 전주에서 일어난 대규모로 벌어진 토적의 소란은 극도로 심해서 네 군데 성의 군대가 토벌을 시도했지만 패배하고 말았다.
위기에 몰린 조정은 양명이 해냈던 군사적 공훈을 떠올렸다. 왕양명은 사실상 당대의 매우 유능한 병법가였고 군인으로서 유능한 자질이 있었다. 조정은 고생해서 사양하는 양명을 무리하게 기용했다. 9월에 출발해서 강서, 광동(廣東)을 거쳐 광서에 도착하자 아픈 몸으로 무리하게 임무에 열중했다. 양명은 임무를 수행하기 전에 문인(文人) 전덕홍, 왕기와 천천교에서 도를 논하고 사구교(四句敎)로써 학술의 종지를 개괄했다. 양명은 군사 활동에서 토적(土賊, 지방의 도둑떼)이 봉기한 원인이 조정의 부조리하고 말엽적인 정책에 있다고 생각했다. 근본적인 정책과는 거리가 먼 것이다.
따라서 군대를 동원하여 무력으로 토벌하는 것보다는 은혜를 베푸는 방법을 써서 강도 무리를 진정시켰다. 배움터를 건립해서 교화 사업을 시작했다. 게다가 제독양광군무(提督兩廣軍務)를 겸하며 7월에는 팔색단등협의 이적을 토벌했는데, 그 소굴을 소탕해서 다년 간의 우환을 한방에 제거했다. 그러나 장려(瘴癘)의 땅에서 극히 힘든 일에 복무하는 것은 병든 몸에 치명타였다. 병세는 차츰 나빠졌다. 여러 번 휴가와 사직원을 올렸으니 불허됐다. 그래서 명령을 기다리지 않고 귀로에 올랐다. 광동성 경계에서 광서로 들어가던 도중에 결국 숙사[宿舍]-숙소-에서 타계했다. 이 때가 가정 7년(1528) 10월 29일이었다. 57세의 나이였는데, 임종의 유언은 다음과 같다.
"이 마음이 환히 밝은데 다시 무엇을 말하겠는가"

## 사상
당시 명은 오이라트, 타타르, 묘족과 같은 주변 이민족의 침입이 잦았고, 안으로는 각지의 도적들이 폭동을 일으켰다. 또한 간신배같은 환관들이 조정에서 부패 정치를 주도 하던 시기였다. 학문, 사상도 남송 이후 원, 명을 거쳐 관학으로서의 지배적 지위를 차지했던 주자학의 교조화로, 명 초기에 편찬된 사서대전, 오경대전 안에서 과거 시험 문제가 출제됨으로써 학문과 사상은 고정되었다. 대다수 학자들은 훈고와 문장, 시가에 빠져 들어 허망한 지식을 갖고 놀며 겉으로만 꾸미려는 일에 노력했다. 이들은 주자학의 근본이 되는 자기 수양도 게을리하였다.
양명학에서 주도 동기가 되는 것은 인간의 자연적 심정에 대한 신뢰의 정조이다. 인간의 '마음'을 파악하는 방법에서 주자의 성즉리(性卽理)가 인간의 마음을 성(性, 이理)과 정(情, 현실의 마음의 작용)으로 나누고 정은 성을 현혹시킬 가능성이 있는 것으로서 성을 실현하기 위해 정을 규제해야 한다고 생각했던 것에 비해, 왕수인은 인간은 이미 정 안에 '양지(良知)'가 갖추어져 있으며 자연의 심정으로 행동하면 성을 실현할 수 있다는 심즉리(心卽理)를 주장했다. 여기서 양지는 《맹자》의 "깊은 궁리를 하지 않고서도 알 수 있는 것이 양지이다. 2, 3세의 어린이도 부모를 사랑한다는 것을 모르는 아이는 없다"라는 글에서 나온 것으로, 왕양명은 그것을 하늘(天)이자 하늘의 이치(天理)인 동시에 인간의 마음의 본체로서 시비선악의 판단을 갖추고 있는 선천적으로 구비된 사려(思慮) 이전의 자연스러운 것 즉 '양심'에 가까운 것으로서 받아들이고 있다. 이는 주자의 실천론에 비하면 자유로운 해방감이 수반되는 것이었다.
왕양명의 저작은 훗날 《왕문성공전서(王文成公全書)》로 모아졌다. 양명학의 학설을 담은 《전습록》(傳習錄)·《주자만년정론》(朱子晩年定論)·《대학고본》(大學古本)은 그의 사상을 알기 위해서는 매우 중요한 저서이다.

## 영향
양명학은 사후 여러 방향으로 전개되어 실천하는 주체를 소홀히 하는 관념적·공상적인 이론으로 흘렀는가 하면, 착실한 면학수양(勉學修養)을 경시하는 풍조까지 빚어냈지만, 명대의 사조는 양명사상(陽明思想)의 전개(우파/右派와 좌파/左派로 나뉜다)에서 개성이 발휘된 것은 역사적 사실이다. 왕양명의 영향을 받은 대표적 인물은 이탁오가 있다. 이탁오의 유명한 저작물은 《분서》와 그 속편 격인 《속 분서》가 있다.
한국에서도 조선(朝鮮) 중기 이후의 사조에 큰 영향을 주었다.

## 같이 보기
- 양명학
- 이지 (1527년)
- 전습록
- 분서

## 저서
- 전습록
  - 한정길, 정인재 역 / 청계
  - 김동휘 역 / 신원
  - 정차근 역 / 평민사
- 유언록(양명선생유언록) - [소나무출판 / 정지욱 옮김]

연구서
- 박은식 / 왕양명 실기
- 최재목 / 퇴계 심학과 왕양명
- 최재목 / 내 마음이 등불이다
- 황갑연 / 왕양명 읽기
- 김세정 / 전습록 읽기
- 김세정 / 왕양명의 생명철학
- 임홍태 / 주체적으로 산다
- 유명종 / 왕양명과 양명학
- 박정련 / 왕양명의 마음의 예술 음악 그리고 음악교육론
- 마노센류 / 주자와 왕양명
- 둥핑 / 칼과 책
- 일본 양명학 [요시다 코헤이 지음]

- 이 문서에는 다음커뮤니케이션(현 카카오)에서 GFDL 또는 CC-SA 라이선스로 배포한 글로벌 세계대백과사전의 내용을 기초로 작성된 글이 포함되어 있습니다.